# جيليان إليسا
جيليان إليسا (بالإنجليزية: Gillian Elisa)‏ هي مغنية وممثلة بريطانية، ولدت في 10 أغسطس 1953 في كارماذن ‏ في المملكة المتحدة.

## وصلات خارجية
- جيليان إليسا على موقع IMDb (الإنجليزية)
- جيليان إليسا على موقع ميوزك برينز (الإنجليزية)
- جيليان إليسا على موقع ديسكوغز (الإنجليزية)
- جيليان إليسا على موقع قاعدة بيانات الفيلم (الإنجليزية)